# 绒叶花烛
绒叶花烛（学名：Anthurium magnificum）为天南星科花烛属下的一个种。

## 扩展阅读
- 維基物種上的相關：绒叶花烛